# Artibeus planirostris
O Morcego-das-frutas-de-face-plana (Artibeus planirostris) é uma espécie de morcego da família Phyllostomidae. Pode ser encontrada na Colômbia, Venezuela, Guiana, Suriname, Guiana Francesa, Brasil, Equador, Peru, Bolívia, Paraguai e Argentina.

## Descrição
Os morcegos-das-frutas-de-faca-plana são morcegos de tamanho moderado, com adultos medindo de 8 a 11 centímetros (3,1 a 4,3 pol) de comprimento total e pesando de 40 a 69 gramas (1,4 a 2,4 oz). O pelo é cinza-amarronzado na maior parte do corpo, tornando-se cinza nas partes inferiores, embora haja listras esbranquiçadas fracas no rosto. Como o nome sugere, os morcegos têm um crânio largo com um focinho curto. As orelhas são triangulares, com pontas arredondadas, embora curtas em comparação com as de muitos outros morcegos, e com um pequeno tragus. O focinho tem uma proeminente folha nasal triangular. As asas são marrom-escuras ou enegrecidas, com pontas brancas. Um uropatágio bem desenvolvido se estende entre as pernas, mas não há cauda visível. 

## Galeria

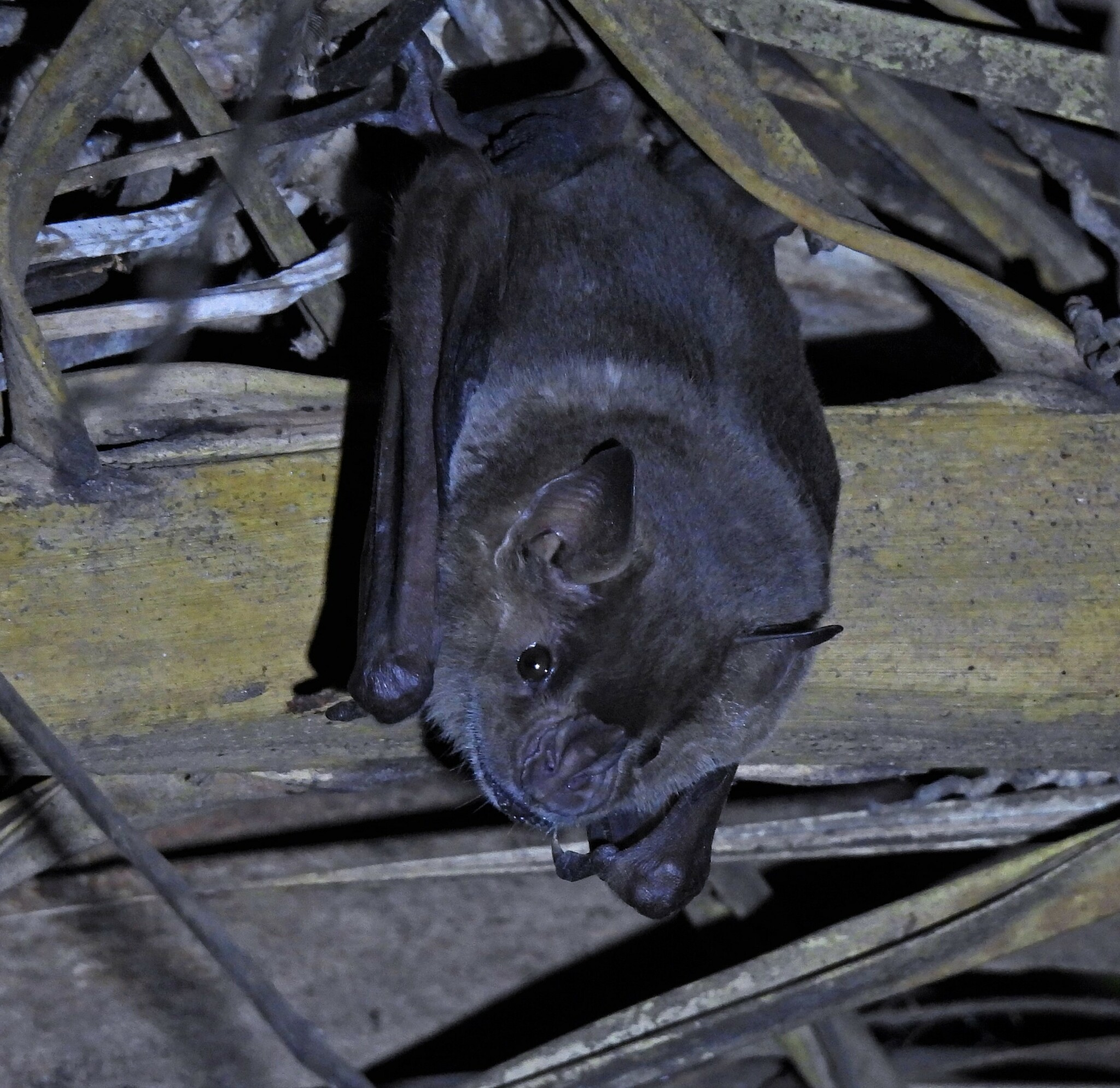
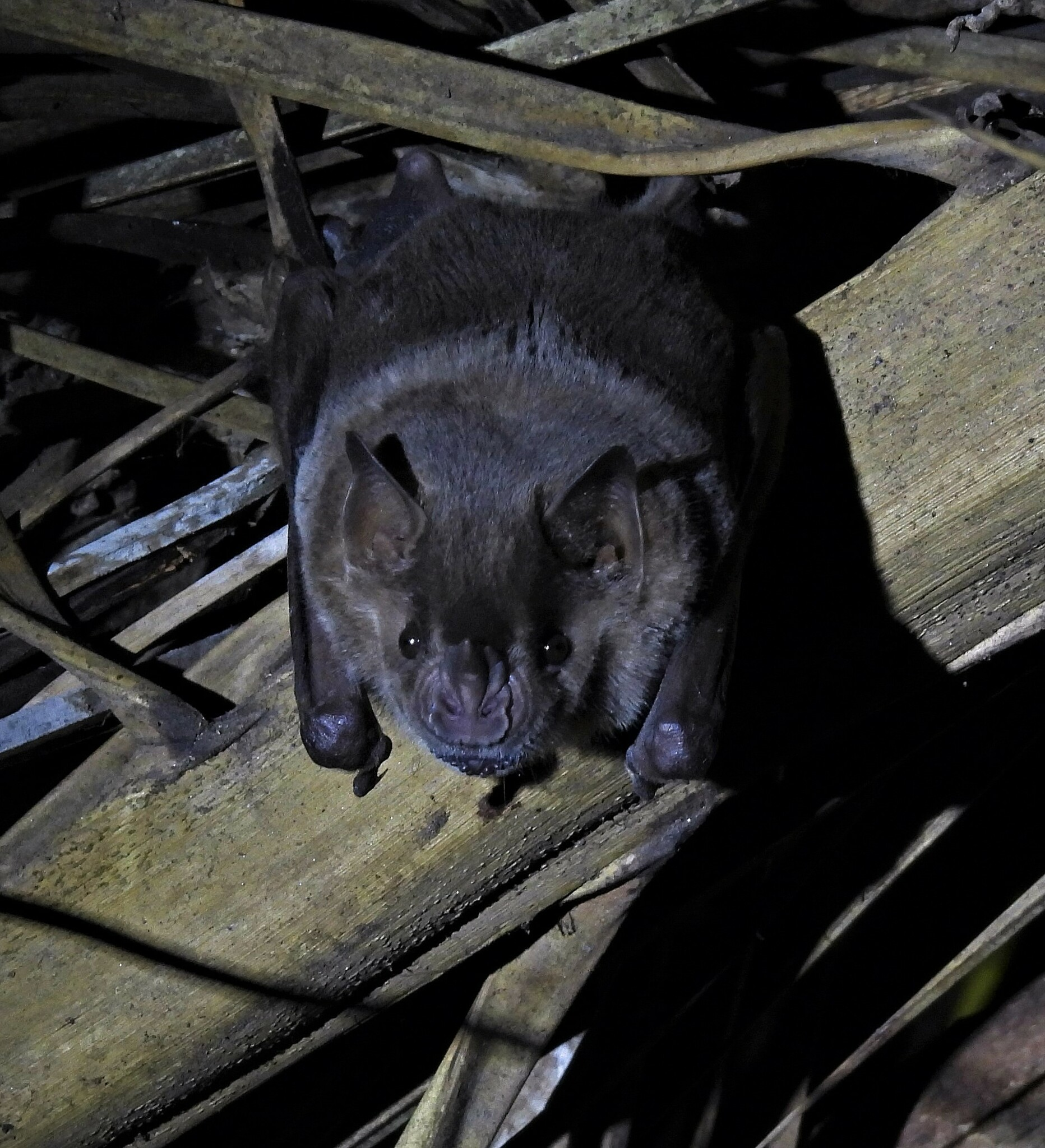
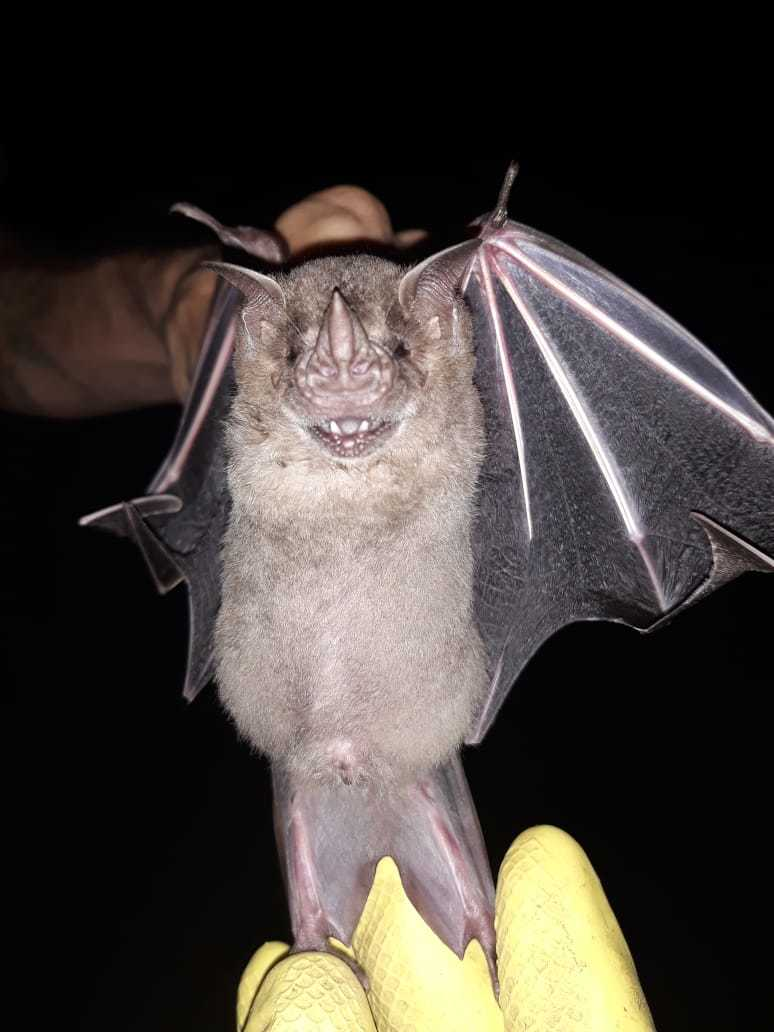
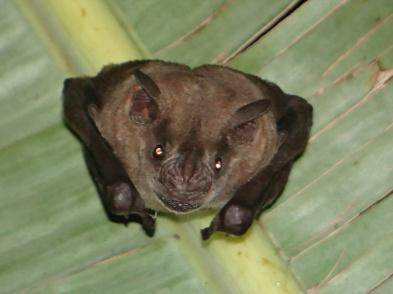
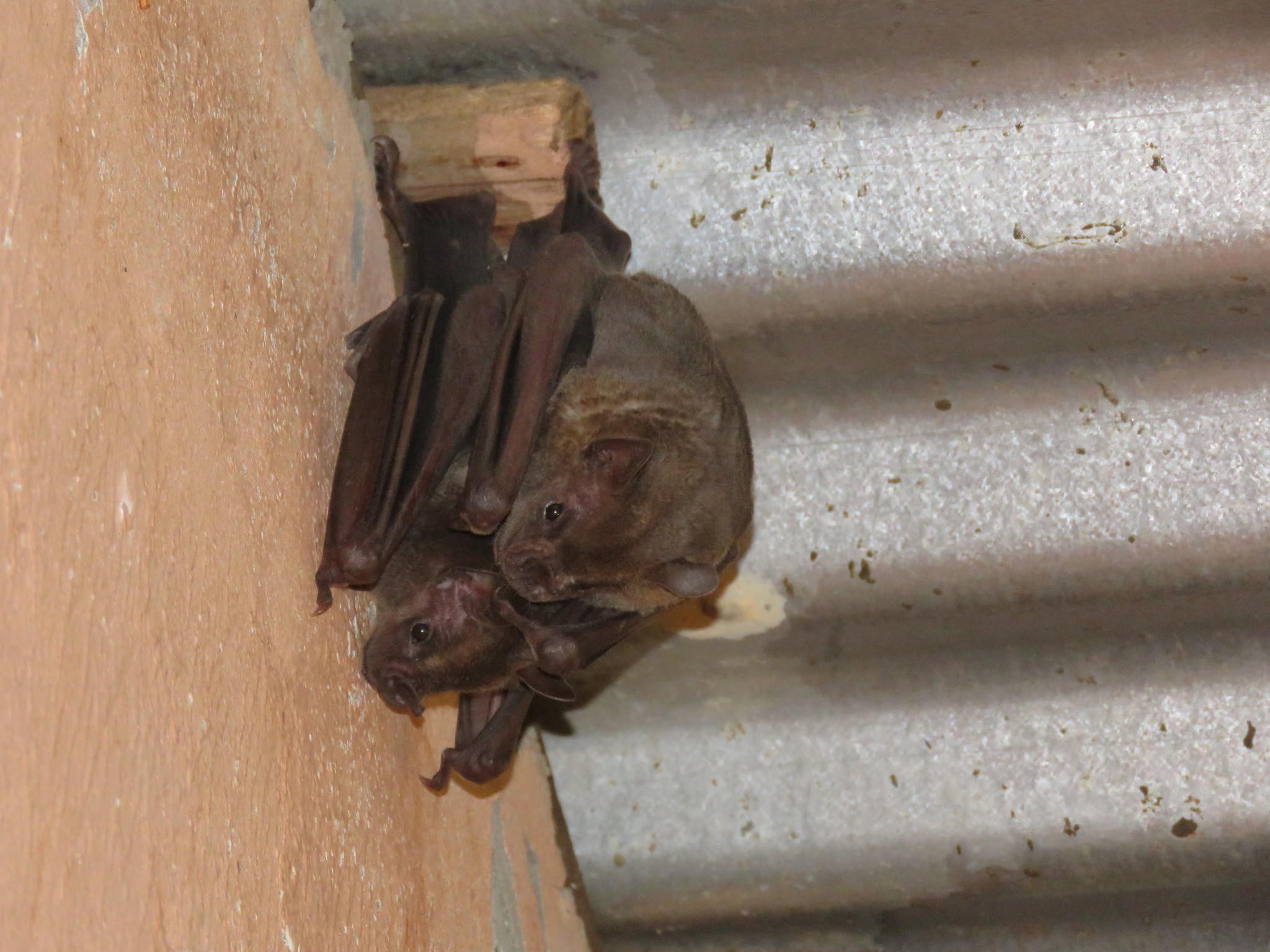
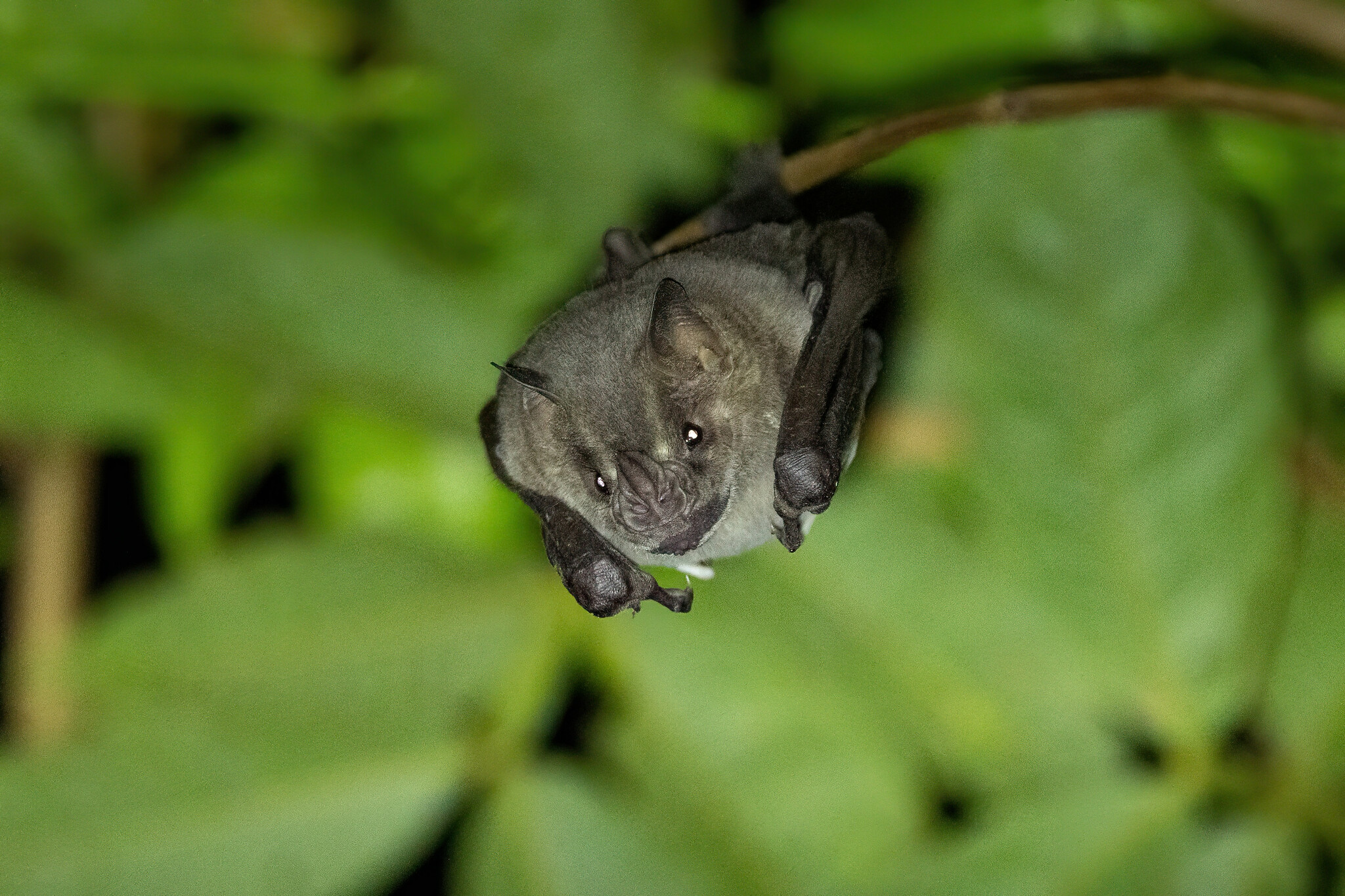
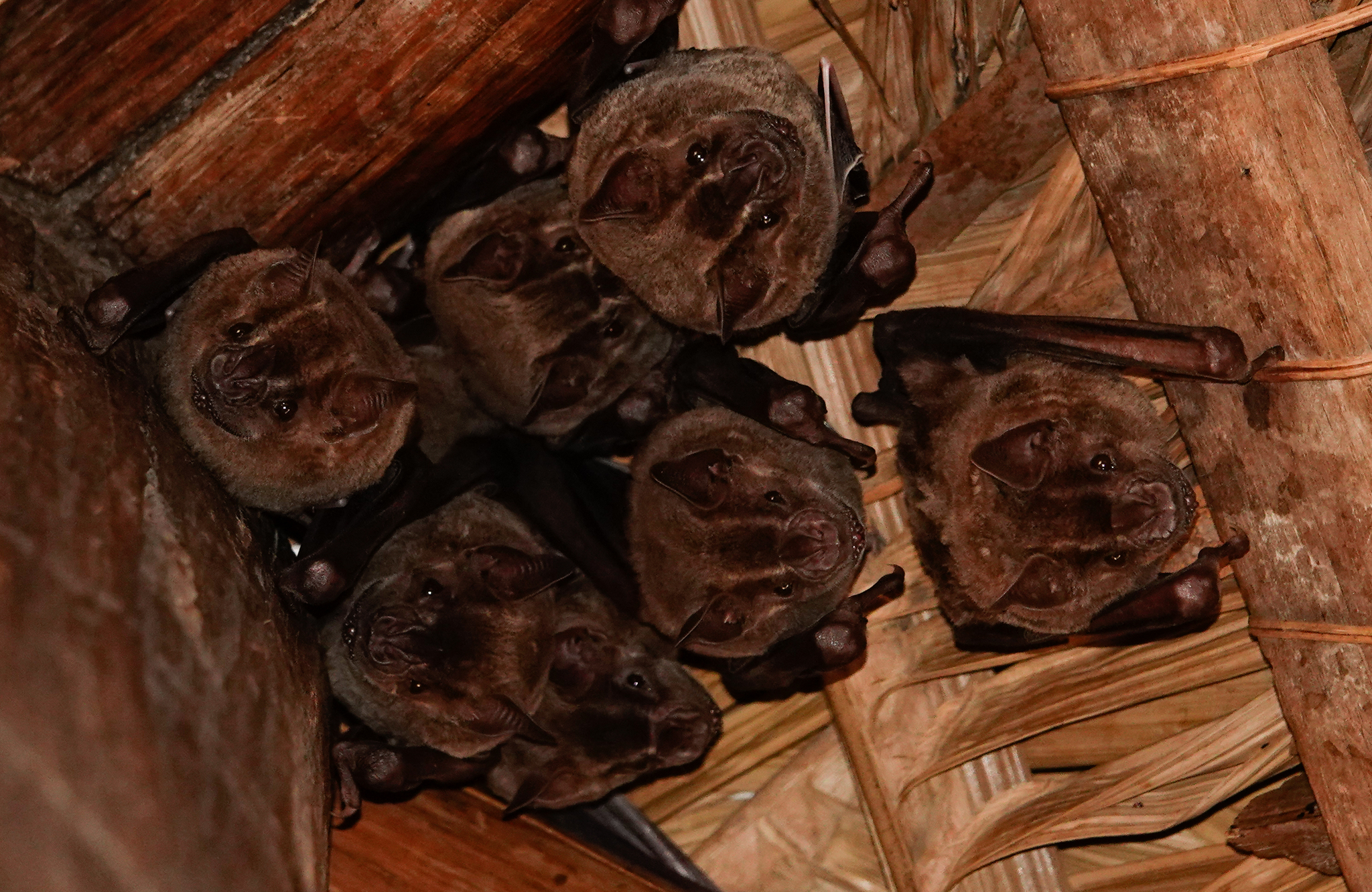
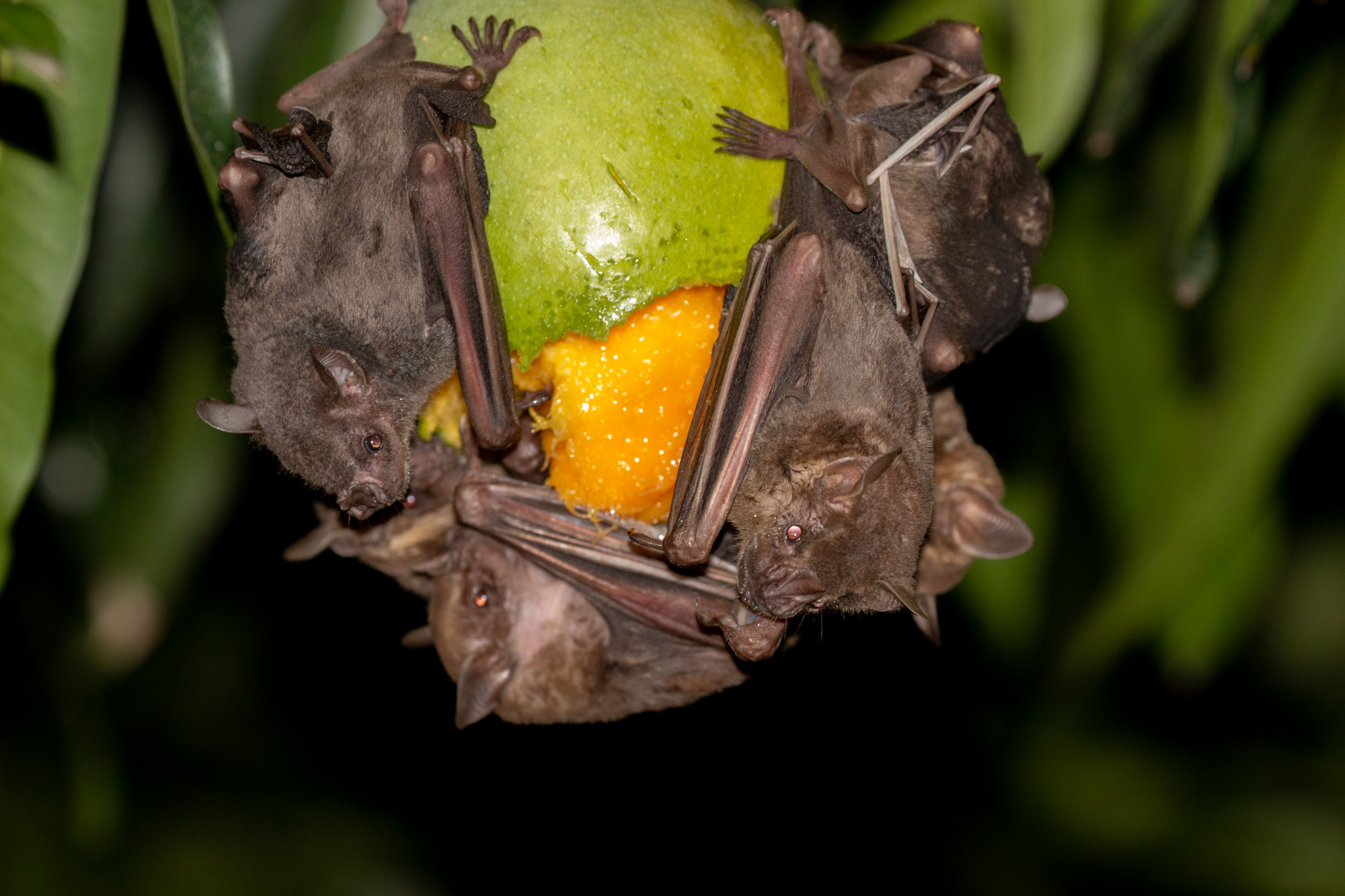
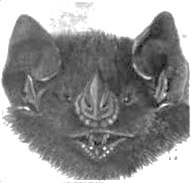
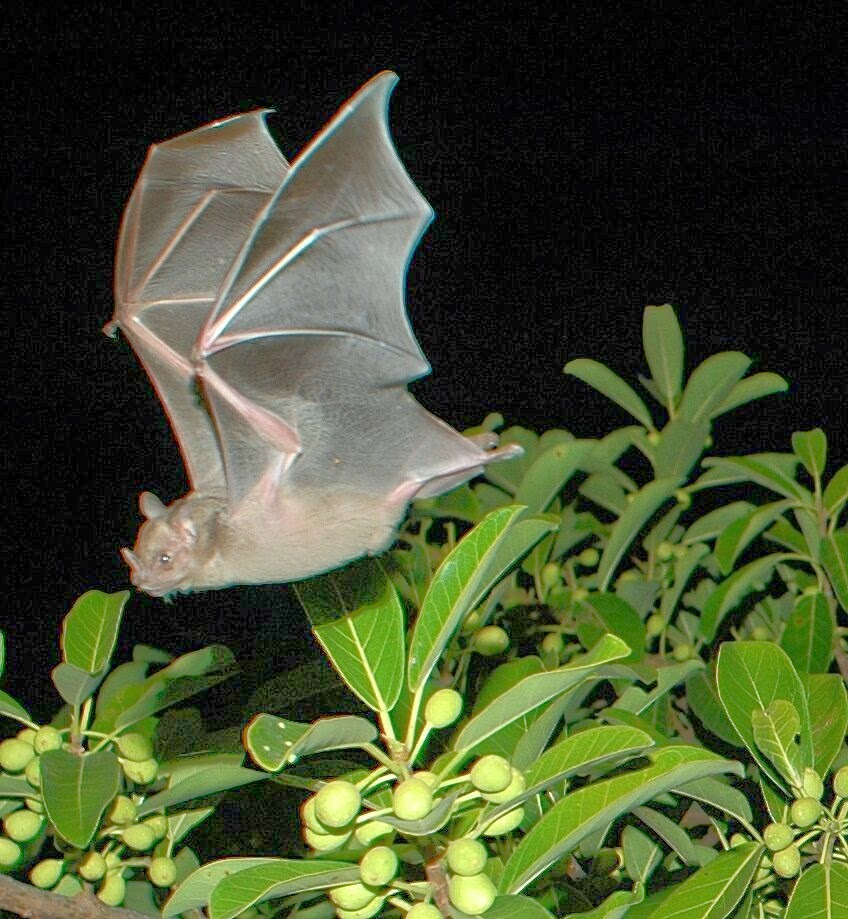
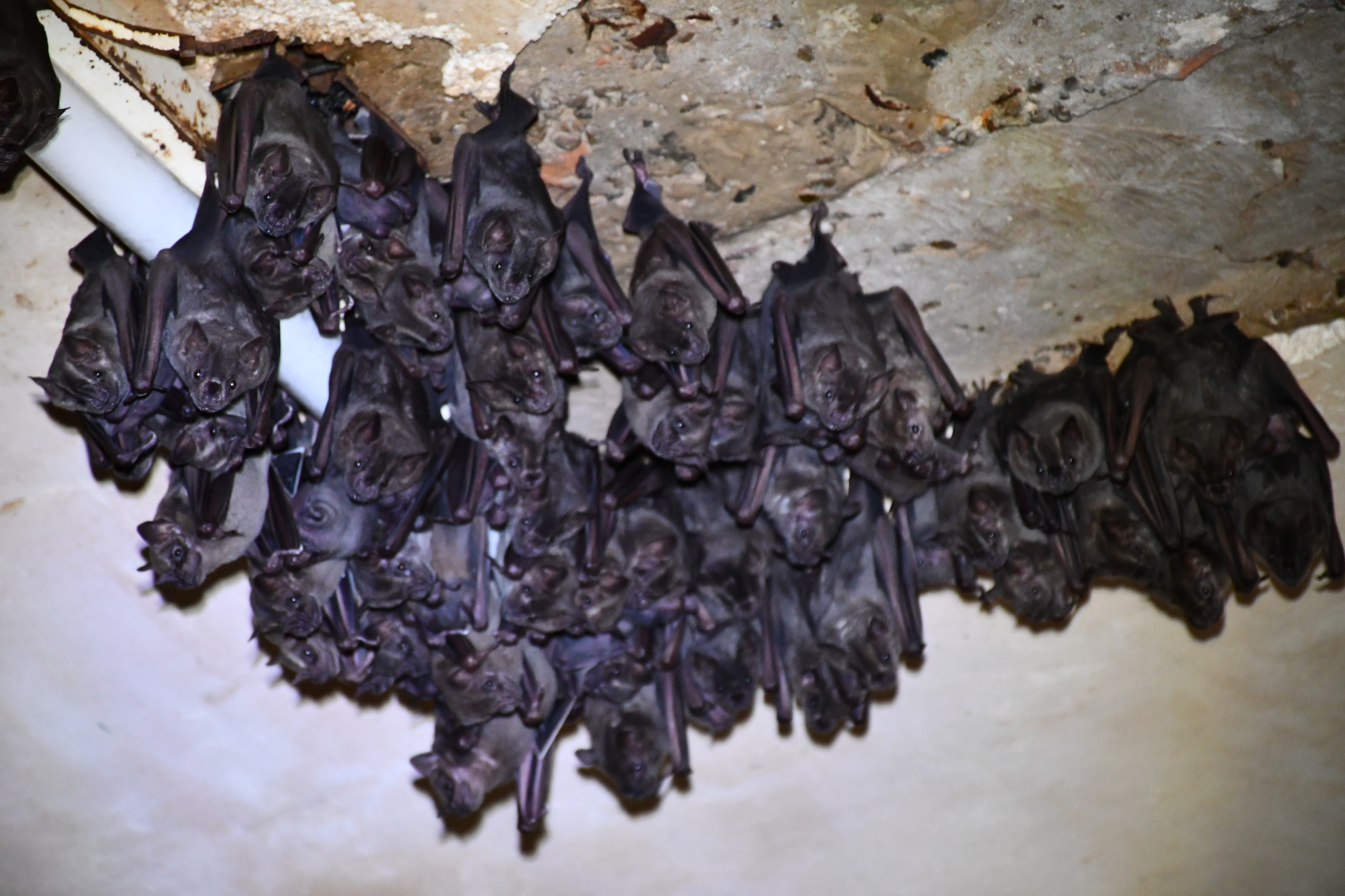
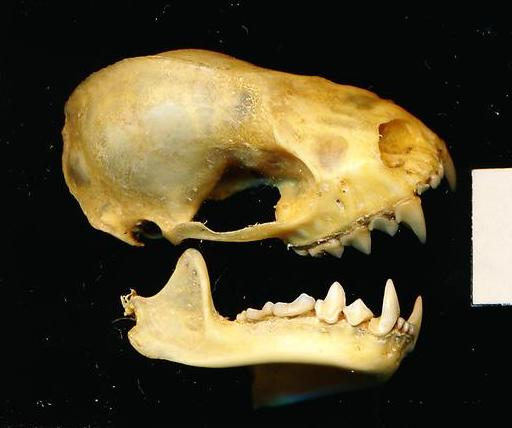
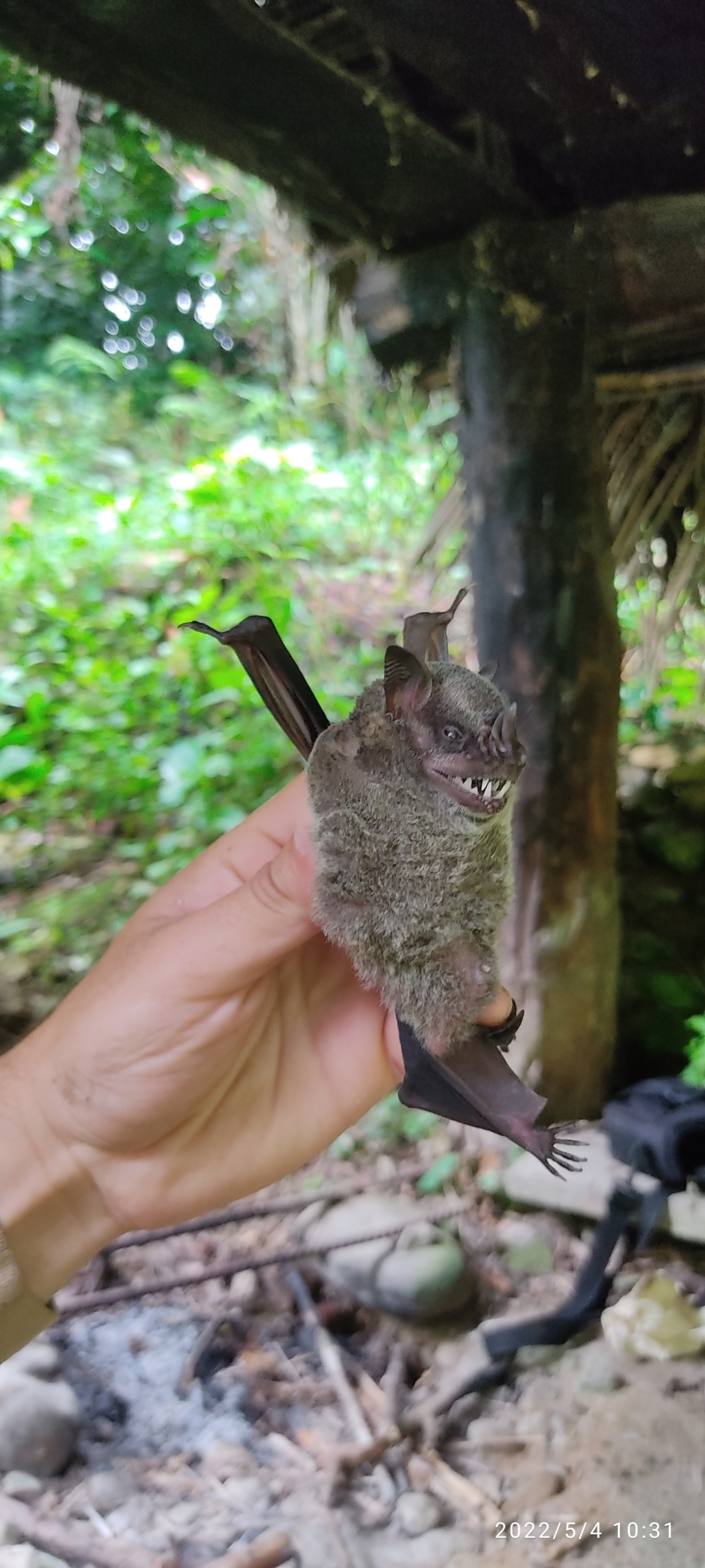

## Nomenclatura e taxonomia
Considerado como uma subespécie de Artibeus jamaicensis, foi elevado a categoria de espécie distinta. Politípico, possui três subespécies reconhecidas:
- Artibeus planirostris planirostris (Spix, 1823)
- Artibeus planirostris fallax Peters, 1865
- Artibeus planirostris hercules Rehn, 1902

## Comportamento
Os morcegos-das-frutas-de-face-plana são noturnos e herbívoros. Eles se alimentam quase inteiramente de frutas, embora também possam comer pequenas quantidades de insetos e ácaros. Eles são ativos durante a noite e passam o dia empoleirados em árvores. As frutas preferidas incluem as de árvores Vismia , figos e uvas da Amazônia. Eles são aparentemente capazes de se reproduzir durante todo o ano, embora, em pelo menos algumas áreas, os nascimentos sejam mais comuns durante a estação chuvosa. A gestação dura pelo menos três meses e meio e resulta no nascimento de um único filhote. 